# Cappelle-la-Grande
Cappelle-la-Grande – miejscowość i gmina we Francji, w regionie Hauts-de-France, w departamencie Nord.
Według danych na rok 1990 gminę zamieszkiwało 8908 osób, a gęstość zaludnienia wynosiła 1632 osób/km² (wśród 1549 gmin regionu Nord-Pas-de-Calais Cappelle-la-Grande plasuje się na 95. miejscu pod względem liczby ludności, natomiast pod względem powierzchni na miejscu 640.).
Od 1985 r. w Cappelle-la-Grande rozgrywany jest jeden z najbardziej popularnych na świecie otwartych turniejów szachowych (Open International de Cappelle-la-Grande).